# 無法者の愛
「無法者の愛」（むほうもののあい）は1982年5月1日に発売された甲斐バンドの20枚目のシングル。

## 概要
オリコン最高位53位。
アルバム『虜-TORIKO-』の先行シングル。両面とも国内ミックスダウンのシングル・バージョン。
本作は、両面ともビデオ・クリップが制作されている。

## 収録曲
- 全作詞・作曲：甲斐よしひろ、編曲：椎名和夫

1. 無法者の愛 （Single Version）
2. 観覧車'82 （Single Version）

## テイク別
本作が収録されているアルバムはN.Y3部作の1枚で、編集盤『ポイズン80's』において、各楽曲のアルバム未収録テイクや未発表テイクが明らかにされている。太字は、本作収録テイク。
| 曲名       | Version |
| ---------- | --- |
| 無法者の愛 | *Album（LP"虜-TORIKO-" Mixed by BOB CLEARMOUNTAIN） *Single（Mixed by ITOH & SHIINA）                                       |
| 観覧車'82  | *Album（LP"虜-TORIKO-" Mixed by BOB CLEARMOUNTAIN） *Single（Mixed by ITOH & SHIINA） *観覧車（LP"破れたハートを売り物に"） |

## カバーしたアーティスト

### 無法者の愛
竹本孝之
- 1984年6月21日にリリースされたアルバム『センチメンタル・シティ』に収録。

甲斐よしひろ
- 1990年5月23日にリリースされたアルバム『エゴイスト』に収録（セルフカバー）。